# Ingegerda da Noruega
Ingegerda Haraldsdotter da Noruega (em nórdico antigo: Ingigerðr Haraldsdóttir; c. 1046 — c. 1120) era uma rainha medieval escandinava, princesa da Noruega, e a primeira rainha consorte do rei Olavo I da Dinamarca (falecido em 1095) e a segunda do rei Filipe da Suécia (falecido em 1118).

## Biografias
Ingegerda Haraldsdotter era a filha do Rei Haroldo Cabelo Belo da Noruega e Isabel de Quieve e, assim, a bisneta do rei Olavo, o Tesoureiro da Suécia e a neta de Jaroslau, o Sábio, grão-príncipe de Quieve. Foi casada primeiro com o príncipe Olavo da Dinamarca, em cerca de 1067, em um casamento arranjado como uma parte do tratado de paz entre a Dinamarca e a Noruega; para fortalecer ainda mais a aliança, a meia-irmã de Olavo, Ingride da Dinamarca, casou-se com o rei Olavo III, que era o irmão da rainha Ingegerda. Tornou-se rainha da Dinamarca quando Olavo tornou-se rei em 1086.
Após a sua morte em 1095, a rainha viúva viajou à Suécia, onde casou-se com o príncipe Filipe da Suécia em 1095 ou 1096. Tornou-se rei em 1105, fazendo-a rainha uma segunda vez. Não há descendência conhecida de seu segundo casamento. Ela ficou viúva em 1118. Os anos de seu nascimento e morte não são confirmados, mas ela é conhecida por ter sobrevivido ao seu segundo marido.

## Família e filhos
Casou-se pela primeira vez com Olavo I da Dinamarca, filhos:
- Princesa Ulvhild Olavsdatter da Dinamarca[5]

Casou-se pela segunda vez com o rei Filipe da Suécia, sem descendência conhecida.

## Ascendência
A ascendência de Ingegerda Haraldsdotter